# Ghetto Gospel
Ghetto Gospel è un singolo del rapper statunitense Tupac Shakur featuring Elton John, remixato e pubblicato il 21 agosto 2005 come secondo estratto dall'album Loyal to the Game, uscito postumo nel 2004.

## Descrizione
Prodotto da Eminem, il brano impiega campionamenti dal brano Indian Sunset, tratto dall'album Madman Across the Water di Elton John del 1971.
La versione pubblicata è un remix dell'originale, che contiene quattro versi di Shakur.
Non si conosce la data di registrazione della prima versione, ma in un'intervista del 1992 si sente Tupac cantarne alcuni versi. Ciò fa desumere che l'incisione in studio dei versi da parte del rapper possa essere avvenuta intorno all'anno citato.
Il singolo ha raggiunto il #3 nella Eurochart Hot 100 Singles ed il #1 nelle classifiche di Regno Unito, Australia ed Irlanda.

## Tracce
1. Ghetto Gospel
2. Thugs Get Lonely Too
3. Ghetto Gospel (strumentale)
4. Ghetto Gospel (video)

## Classifiche
| Nazione                | Posizione |
| ---------------------- | --------- |
| Australia              | 1         |
| Austria                | 3         |
| Belgio                 | 25        |
| Danimarca              | 20        |
| Irlanda                | 1         |
| Nuova Zelanda          | 3         |
| Svizzera               | 7         |
| Official Singles Chart | 1         |